# Црква Светог Илије у Градачцу
Црква Светог Илије је српска православна црква која се налази у Градачцу, а припада Епархији зворничко-тузланској. У потпуности је изграђена 1895. године и проглашена је за Национални споменик Босне и Херцеговине.

## Опис
Према концепту просторне организације, црква у Градачцу припада типу једнобродне цркве са припратом, наосом и олтарским простором, те галеријом, преко које се приступа степеништу црквеног торња. Својом подужном осовином црква је оријентисана у правцу исток (апсида) – запад (улаз-звоник). Конструкција је изведена у опеци, а фасаде су завршене слојем бојеног малтера. Габаритне спољне мере цркве износе око 9,10 х 21,75 метара. Торањ је правоугаоног основа, димензија 3,95 х 2,85 метра.
Због дуготрајне изложености атмосферској влаги и нестручне реконструкције живопис и иконостас из времена освештења цркве трајно су страдали. Црква је поновно освешћена 2009. године, а за ту прилику израђен је дрвени иконостас са четрнаест икона распоређених у два хоризонтална низа и Великим распелом на врху. Приближне димензије иконостаса су 5 м х 6 м. Иконе су интензивних боја изведене на златној подлози.

## Историјат
Током 18. и 19. века у Градачцу и његовој околини било је око 310 православних домова. У граду није било цркве, већ се богослужење обављало у једној приватној кући у Варошици, недалеко од данашње постојеће православне цркве. Та кућа од 1839. године служила је као ћелија, тј. као прва српска школа, али истовремено и као кућа за свештеника/пароха. Од 1850. године служи искључиво за црквене потребе.
Реформе које су у Османском царству проведене средином 19. века, олакшале су хришћанима добијање дозвола (царских фермана) за градњу цркава, Танзимат-гилхански хатишериф из 1839. године о равноправности и слободи свих вероисповијести у Османском царству, те Хатихумајун из 1856. године, нови уставни закон за Босански вилајет, којим се, између осталог, султанском повељом изједначавају права муслимана и хришћана.
Градња садашње православне цркве, с посветом светом пророку Илији, отпочела је за време аустроугарске управе, 1882. године, а освешћена је 1887. године. Освешћење је извршио митрополит Дионисије.
За време свог постојања, црква је више пута обнављана, а последње њено реновирање, које је било потребно због оштећења у током Рата у Бих извршено је од 2006. до 2009. године. Аутентичност архитектуре храма делимично је нарушена извођењем радова, али су задржани највреднији делови цркве – пропорције, облик, димензије и карактеристични стил. Објекат је у добром стању, како у екстеријеру тако и у ентеријеру.